# 大阪経済大学の人物一覧
大阪経済大学の人物一覧（おおさかけいざいだいがくのじんぶついちらん）は、大阪経済大学に関係する人物の一覧記事。

## 大学関係者

### 役員
- 勝田泰久（前理事長／りそなホールディングス 初代社長）
- 鶴田卓彦（理事／元日本経済新聞社会長）
- 井阪健一（理事／平和不動産相談役／元野村證券副社長／本学元理事長／本学卒業生）
- 新堂友衛（理事／大阪シティ信用金庫 名誉会長／本学卒業生）

### 教員
- 徳永光俊（第13代学長／農学博士）
- 家近良樹（経済学部教授／歴史学者）
- 家本修（経営情報学部教授／工学博士）
- 黒坂真（経済学部教授／元救う会副会長）
- 黒木賢一（人間科学部教授／臨床心理学者）
- 小谷融（経営情報学部教授／経営情報学部長／本学卒業生）
- 斉藤豊治（経営学部教授／刑事法学者）
- 重森暁（経済学部教授／前学長／経済学博士）
- 西山豊（情報社会学部教授／数学者・応用数学者）
- 山田文明（経営学部准教授／本学卒業生）
- 渡辺泉（経営情報学部教授／元学長／元日本会計史学会会長）
- 斉藤美彦（経済学部教授／経済学博士）
- 岡田晃（客員教授／元テレビ東京解説委員長／21世紀臨調運営委員／経済評論家）
- 三原淳雄（客員教授／インパルス代表取締役／経済評論家）
- 吉村久夫（客員教授／元日経BP社会長）
- 広中平祐（客員教授／数学者／フィールズ賞受賞者／前山口大学学長）
- 加藤廣（客員教授／作家）
- デューク更家（客員教授／本学卒業生）
- 津田大介（客員教授／ジャーナリスト）
- 熊谷亮丸（客員教授／大和総研チーフエコノミスト）
- 岩崎日出俊（大学院講師／経営コンサルタント）
- 楠淳生（客員教授／元朝日放送テレビアナウンサー）

## 著名な卒業生

### 政治
- 江守光起（舞鶴市 元市長）
- 樫本孝（元徳島県議会議長／大阪経済大学理事）
- 清水忠史（衆議院議員）※中退
- 田中夏木（四條畷市 前市長）
- 竹内通弘（洲本市 市長）
- 藤原敏司（熊取町 町長）
- 八木米次（西宮市 元市長）

### 経済
- 井阪健一（野村アセットマネジメント元社長／野村證券元副社長／東京証券取引所元副理事長／平和不動産 相談役／大阪経済大学元理事長）
- 松谷嘉隆（国際証券［現三菱UFJモルガン・スタンレー証券］元代表取締役社長・会長／大阪経済大学元理事長）
- 廣田馨（積水化学工業 元代表取締役社長・会長）
- 牧野明次（岩谷産業 代表取締役会長兼CEO）
- 新堂友衛（大阪シティ信用金庫 名誉会長／本学理事）
- 髙田明（ジャパネットたかた 創業者）
- 鈴木権平氏（京阪電気鉄道 元副社長／京阪百貨店 元社長）
- 松嶋耕一（YKK 代表取締役社長）
- 吉岡宏美（徳島大正銀行 代表取締役頭取）
- 鍋島昭久（帝人 代表取締役CFO）
- 池野隆光（ウエルシアホールディングス 代表取締役会長）
- 中島正博（モリタホールディングス 代表取締役会長兼CEO）
- 森田俊作（大和リース 代表取締役会長）
- 北哲弥（大和リース 代表取締役社長）
- 竹森莞爾 (石原ケミカル株式会社 元代表取締役会長）
- 藤本昭彦 (石原ケミカル株式会社 代表取締役社長）
- 喜多肇一（因幡電機産業 代表取締役社長）
- 原田猛（ダイハツディーゼル 代表取締役社長）
- 伊藤正（GMOインターネット 代表取締役社長）
- 藤本二郎（ホーチキ 元代表取締役社長、大阪経済大学元理事長）
- 玉田弘文（いちよし証券 代表取締役社長）
- 小寺康久（西濃運輸 代表取締役社長）
- 小島茂夫（大阪証券取引所 元代表取締役）
- 伊藤雅博（岡三投資顧問［現岡三アセットマネジメント］元代表取締役社長／岡三証券元取締役）
- 佐々栄治 (愛眼株式会社 取締役会長)
- 清水正 (株式会社ジーエス・ユアサバッテリー 元代表取締役社長)
- 久木寿男（京セラ 元代表取締役副社長／京セラ天津商貿有限公司 総経理）
- 福西拓也（オークワ 元代表取締役社長 兼COO）
- 松本孝之（上新電機 元代表取締役社長・会長）
- 木村正人（コープこうべ 元組合長理事／日本流通産業 元副社長）
- 木村栄一郎（宮崎相互銀行［現宮崎太陽銀行］元代表取締役社長）
- 西田耕造（平和生命保険 元代表取締役社長）
- 山本良一（日新信用金庫 理事長）
- 鈴木達郎（ダイエー・アゴラ元社長／元ダイエーグループ経営政策会議専務理事／元リクルートコスモス取締役）
- 熊野英介（アミタホールディングス株式会社 代表取締役会長兼CEO）
- 長谷川静夫 (株式会社カンセキ代表取締役会長）
- 佐田憲彦（カナデン 代表取締役会長）
- 矢倉英一（エーアイテイー 代表取締役社長）
- 田中智樹  (ブンセン株式会社 代表取締役社長)
- 名田和由  (ヤマサ蒲鉾株式会社 代表取締役社長)
- 太田剛（ハブ（企業） 代表取締役社長）
- 美馬成望（ペガサスミシン製造 代表取締役社長）
- 高岡伸夫（タカショー創業者 代表取締役社長）
- 上井文彦（元新日本プロレス取締役）
- 松本真次（きょくとう 代表取締役社長）
- 池上勝（白鳩（インターネット通販）代表取締役会長）
- 沢田耕吾（アサヒペン 代表取締役社長 ※中退）
- 竹内秀樹 (クラギ株式会社代表取締役社長)
- 大上誠一郎（ダイコク電機 代表取締役社長）
- 鍋割宰（ダイドーリミテッド 代表取締役社長)
- 山田啓輔（OSGコーポレーション 代表取締役社長）
- 窪田昌治（長野日本無線 代表取締役社長）
- 藤綱亮三（神戸新聞社 元社長・相談役）
- 北元喜雄（エフエム石川 元社長／学校法人北陸大学 元理事長）

### 学術
- 古谷七五三次（学校法人大阪産業大学 元理事長）
- 坂手恭介（山口大学 元副学長／桃山学院大学 教授・元副学長）
- 上總康行（京都大学 名誉教授）
- 能勢信子（神戸大学 名誉教授・女性教授第1号）
- 柴田悦子（大阪市立大学 名誉教授）
- 田中茂範（慶應義塾大学 名誉教授）
- 夏目啓二（龍谷大学 名誉教授）
- 植木英治（香川大学 教授／香川県行財政改革推進会議議長）
- 吉村謙輔（中央大学 教授）
- 小山裕史（鳥取大学 客員教授／スポーツトレーナー／初動負荷理論を提唱）
- 濱本泰（大阪経済大学 名誉教授)
- 小谷融（大阪経済大学 教授）
- 山田文明（大阪経済大学 准教授／北朝鮮帰国者の生命と人権を守る会 会長）
- 辻節雄（名古屋外国語大学 名誉教授）
- 稲福善男（名古屋外国語大学 名誉教授）
- 逸見啓（阪南大学 名誉教授／ならコープ 名誉理事・前理事長）
- 渡邊忠司（佛教大学 名誉教授）
- 林日出夫（大阪芸術大学 准教授／漫画原作者）
- 梅原真（武蔵野美術大学客員教授／グラフィックデザイナー）

### 文芸
- 石飛卓美（小説家、SF作家）
- 成田一徹（切り絵作家、バー評論家）
- 志木謙介（作家）

### スポーツ

#### サッカー
- 里内猛（U-23サッカー日本代表（ロンドンオリンピック）フィジカルコーチ／サッカー日本代表 元フィジカルコーチ）
- 高橋真一郎（東京ヴェルディ1969 元監督／柏レイソル 元監督／横浜F・マリノスユース 元監督）
- 木村文治（京都パープルサンガ 元総監督／三重FCランポーレ監督）
- 長谷川祥之（鹿島アントラーズユースコーチ／元日本代表）
- 星野泰聖（Y.S.C.C.横浜GKコーチ）
- 土田尚史（浦和レッズ SD）
- 山出実（元東洋工業サッカー部［現サンフレッチェ広島］所属 ）
- 山田晃平（元AC長野パルセイロ）
- 東崇史（元横浜マリノス）
- 田島昇太（元藤枝MYFC）
- 奥村慶之（元ガイナーレ鳥取）
- 圓乗健介（クロアチア/ NKトミスラヴ・ドルニェ）
- 川﨑一輝（カマタマーレ讃岐）
- 島田拓海（ヴァンラーレ八戸）
- 瀬戸彬仁（元シュライカー大阪／元フットサル日本代表）
- 上野輝人（FC岐阜）

#### 野球
- 有働克也（元プロ野球選手、横浜DeNAベイスターズスコアラー）
- 山本和作（元プロ野球選手、大阪経済大学硬式野球部元監督、オリックス・バファローズ球団スタッフ）
- 西脇興司（元プロ野球選手）
- 長江翔太（元プロ野球選手）
- 丸毛謙一（元プロ野球選手、オリックス・バファローズ球団スタッフ）
- 津田淳哉（プロ野球選手、阪神タイガース）

#### バスケットボール
- 色摩拓也（バスケットボール指導者、尽誠学園高等学校バスケットボール部監督）

- 田中悠太（バスケットボール選手、豊田通商ファイティングイーグルス所属）
- 金井善哲（元米プロフェッショナルバスケットボール選手）

#### ハンドボール
- 村上秀行（ハンドボール選手、トヨタ紡織九州レッド・トルネード所属）
- 津川昭（元ハンドボール選手、元全日本男子代表監督）
- 穂積豊彦（元ハンドボール選手、元日本代表）
- 酒井翔一朗  (ハンドボール選手、トヨタ紡織九州レッド・トルネード所属)
- 鈴木済（元ハンドボール選手、トヨタ紡織九州レッド・トルネード所属）

#### 格闘技
- 井岡弘樹（元プロボクサー、タレント）
- 津軽冨士節三（元力士）

### 芸能
- 早崎文司（俳優）
- デューク更家（ウォーキングドクター、本学客員教授）
- 冨好真（お笑い芸人）
- トミーズ雅（漫才師）※中退
- 秋山大学(旧芸名・秋山見学者。元たけし軍団）※中退
- 柳原哲也（お笑い芸人、アメリカザリガニ）
- 太田芳伸（お笑いタレント）
- コアラ小嵐（お笑い芸人、超新塾メンバー）
- 吉野晋右（お笑い芸人、素敵じゃないか）
- センリーズ（お笑い芸人）
- La'cryma Christi（ロックバンド、本学出身のメンバーを中心に結成）
- EGG BRAIN・KUN（ロックバンド）
- 峯村純一（俳優）
- 山上賢治（俳優）
- 山中アラタ（俳優）
- 嶋恭輔（モデル、俳優）
- 達淳一（俳優、気象予報士）
- SADA（アーティスト、俳優）
- 林哲也（タレント）
- カボスひろし (ローカルタレント、ゆるキャラ)
- しのや文秀（声優、ナレーター）
- 原田真緒（グラビアアイドル、タレント）
- 木島さやか（タレント）

### アナウンサー
- 勝津正男（元山口放送 アナウンサー、フリーアナウンサー）
- 楠淳生（元朝日放送（ABC）アナウンサー、フリーアナウンサー）

### その他
- 野上友一（ラグビー指導者、常翔学園高校ラグビー部監督）
- 今井彰宏（丸杉Bluvic監督/元ルネサスバドミントン部監督/元再春館製薬所バドミントン部監督）
- 稲川翔（競輪選手）※中退
- 山田章博（イラストレーター、漫画家）※中退
- 東家孝太郎（浪曲師）
- 北川茂（日本将棋連盟棋道師範、十三棋道舘道場 席主)
- 実家が全焼したサノ（インフルエンサー、CMプランナー）
- 當眞嗣成（プロポーカープレイヤー、実業家）